# Gagarin Way
Gagarin way — это пьеса шотландского драматурга Грегори Берка, названная по одноимённой улице в небольшой деревне Lumphinnans (на русский переводится как Люмфинанс или Ламфинэнс) в Файфе.
На русском языке пьеса впервые была поставлена в Рижском русском театре имени Михаила Чехова 31 января 2009 года режиссёром Николаем Горбуновым , а в России — Волгоградским молодёжным театром 13 июля 2010 года.

## Действующие лица
- Том — охранник, в прошлом студент-политолог, мечтает о карьере.
- Эдди — рабочий, склонен к насилию.
- Гэри — рабочий, организатор похищения Фрэнка.
- Фрэнк — менеджер.